# Chimillas
Chimillas (en aragonès Chimiellas) és un municipi aragonès situat a la província d'Osca i enquadrat a la comarca de la Foia d'Osca.
La seva població és de 359 habitants (2010) en una superfície de 9,97 km² i una densitat de 27,98 hab/km².

## Història
Els orígens històrics de Chimillas es poden remuntar a l'època del domini musulmà a terres d'Osca, el seu topònim en àrab significa petita mesquita.
El primer esment del poble apareix el març de 1098 en un document en què parla d'heretats a 'Gimellas'.
Al final de l'Edat Mitjana, el 1495, se sap que el lloc tenia 13 focs dels quals 12 pertanyien a famílies musulmanes, essent només una casa habitada per família cristiana. En aquest mateix any Chimillas adquireix categoria de lloc; entre 1488 i 1495 és sobrecudilla d'Osca; el 1646 és sendera d'Osca i entre 1711 i 1833 és corregiment d'Osca.
El 1834 posseeix ja Ajuntament propi, formant part del partit judicial d'Osca.
Pel que fa a la propietat de la terra, el 1414 la terra pertanyia a l'Ordre de l'Hospital, el 1566 era de l'Encomana de Sant Joan de l'Hospital, el 1610 segueix sent de l'Ordre de l'Hospital i Senyoriu de les Ordres el 1785 .
L'església parroquial està dedicada a Sant Jordi i és un edifici construït al segle xvii, d'una sola nau coberta amb volta de llunets, i capelles als laterals que es cobreixen, alhora, amb volta de canó. La torre campanar presenta dos cossos, de carreu el primer i de maó el superior, i remat amb el corresponent chapitel, tot això de la mateixa època de l'església o potser del segle següent. Els retaules es corresponen, així mateix, amb els segles xvi i xvii.

## Alcaldes
2019- Miguel Torres Palacín (Partit Popular)
2011-2019 Juan Manuel Ramiro Contreras (PSOE)
1991-2011 Alejandro Ciprés Ubico (PAR)
1987-1991 José Andrés Calvo Lasierra (PSOE)
1983-1987 José Manuel Calvo Lasierra (Alianza Popular)
1979-1983 José Manuel Calvo Lasierra (UCD)

## Demografia
1900 734
1910 650
1930 588
1940 485
1950 401
1960 369
1970 569
1981 406
1986 150
1992 152
1999 308
2006 357
2022 402

## Monuments
Església parroquial (Segle xvii), dedicada a Sant Jordi